# هنري ميريل
هنري ميريل هو سياسي أمريكي، ولد في 7 أغسطس 1804 في أوتيكا في الولايات المتحدة، وتوفي في 5 مايو 1874. نشط حزبياً في حزب اليمين. وقد انتخب عضو مجلس ولاية ويسكونسن ‏.